# Erbgericht

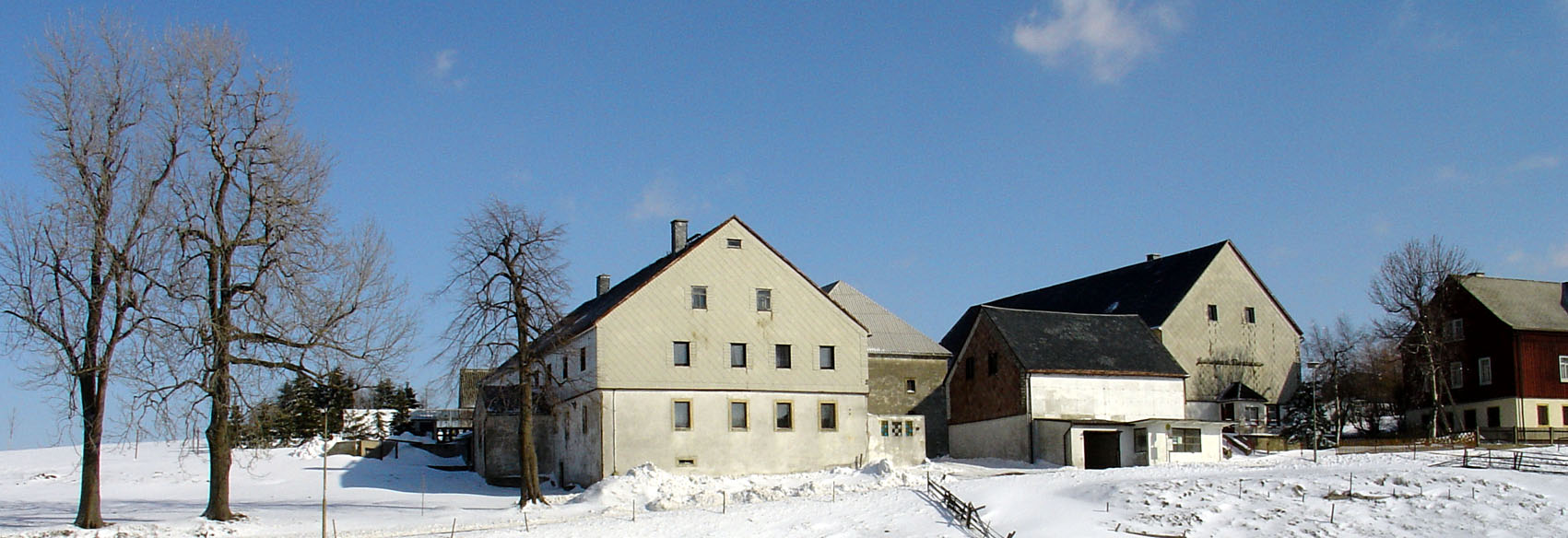
Fürstenau: Erbgericht (links) und Kultursaal

Erbgericht bzw. Patrimonialgericht (auch: Lehngericht oder Erblehngericht) hieß im Mittelalter und in der frühen Neuzeit der Sitz des Erbrichters, also jenes Mitgliedes der dörflichen Gemeinde, welches dem Dorfgericht vorstand und dieses Amt an seine Nachkommen weitergeben konnte, ohne dass der Inhaber der Niedergerichtsbarkeit, dies war häufig der Grundherr, Einfluss auf die Besetzung der Stelle nehmen konnte. Der Erbrichter erhielt einen Teil der Gerichtsgebühren und der fälligen Bußgelder, zumeist ein Drittel. Der Rest ging an den Inhaber der Gerichtsbarkeit.

## Geschichte
In den Ländern östlich der Elbe-Saale-Linie, also der im Mittelalter etwa entlang der Elbe und Saale verlaufenden Siedlungsgrenze zwischen deutschen und westslawischen Stämmen, wurde das Erbrichteramt bei der Anlage von Dörfern nach deutschem Recht (Sachsenspiegel) geschaffen und in der Regel mit einem besonders großen Bauerngut verbunden. Nicht selten kam die Erbrichterstelle in den Besitz des Lokators und seiner Nachkommen. Er wurde damit für die Verdienste um die Gründung des Dorfes entlohnt. Häufig waren mit dem Erbrichteramt auch das Schankrecht und das Braurecht verbunden. Deshalb heißen noch heute in nicht wenigen Dörfern Gaststätten Erbgericht oder z. B. Brauschänke (vgl. Tafernwirtschaft).

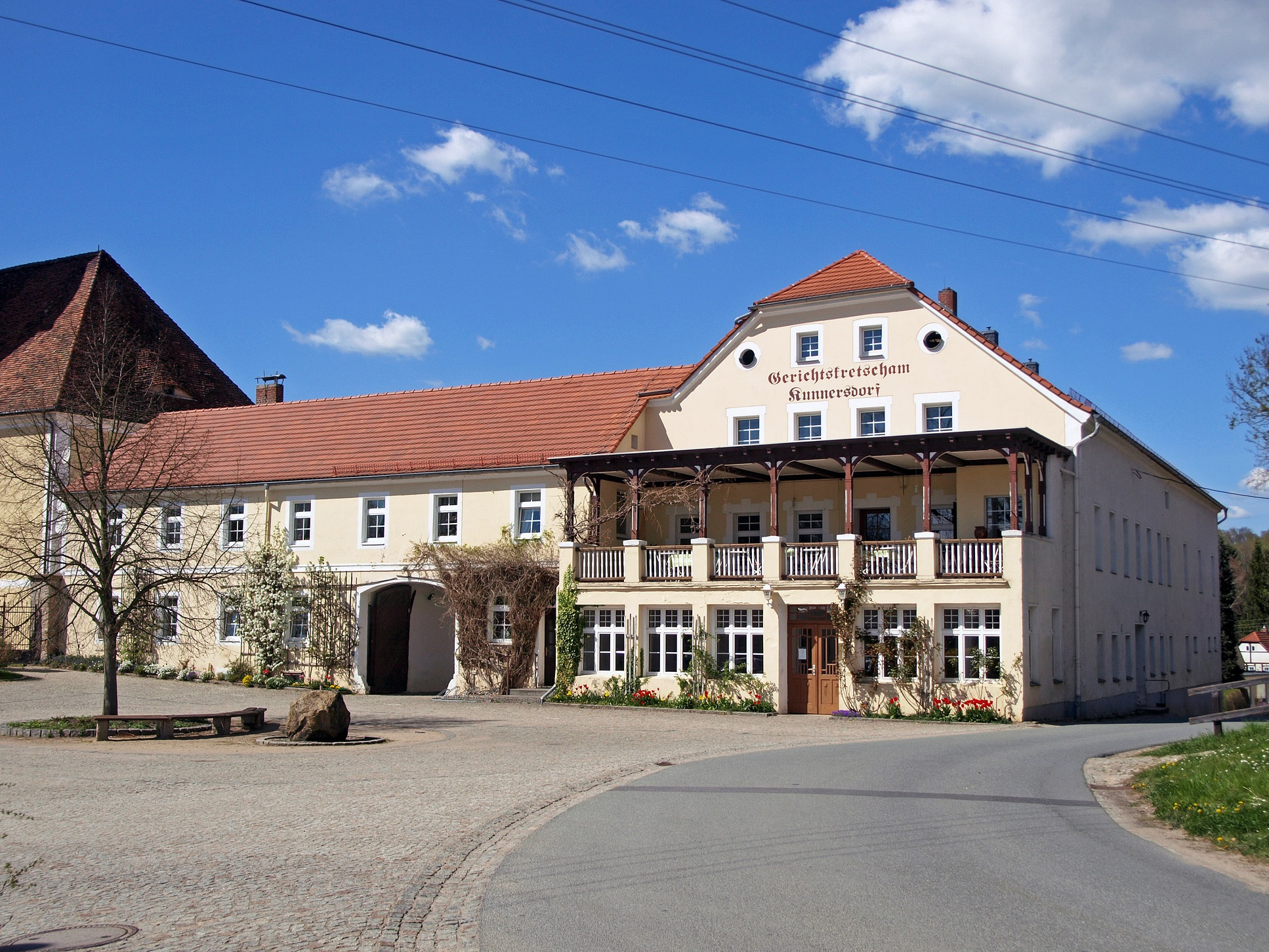
Gerichtskretscham in Kunnersdorf

Die Erbrichter oder Erbschulze, im schlesischen und polnischen Raum Woith genannt, waren Schultheiße. Sie hatten das Recht, die Dorfschänke (-krug), auch den Kretscham zu führen. Die Steuern wurden von ihnen eingenommen. Sie durften auch Handwerker halten und eigene Mühlen betreiben. Die wirtschaftliche Vorrangstellung war mit der dörflichen Polizeigewalt und der niederen Gerichtsbarkeit (im Gerichtskretscham) verbunden. Dort wurden Geburten und Todesmeldungen registriert, das Hochzeitsgeld bezahlt, Feiern abgehalten und Losbriefe beantragt. In Dörfern ohne Schule wurde im Kretscham unterrichtet. Man fungierte bei höheren Gerichten als Beisitzer.

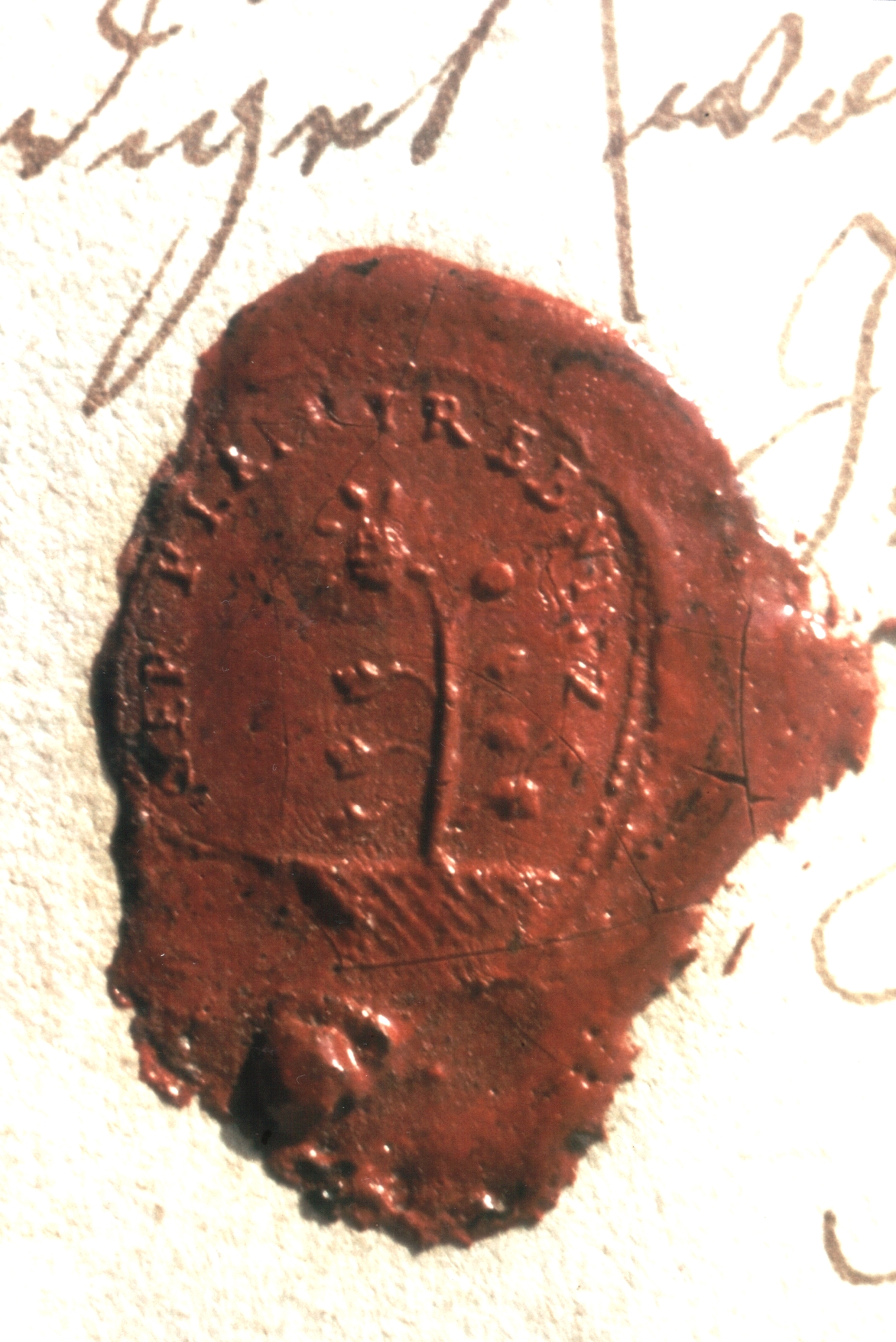
Kleindrebnitz: Erbgerichtssiegel

Ganz ähnlich war dem Erbrichter von der Funktion her der Lehnrichter, nur dass dieser sein Amt und sein Gut als Lehen hatte. Deshalb war er zusätzlich auch zur Heeresfolge verpflichtet, wenn seine Herrschaft ihn dazu aufforderte. In der Oberlausitz war die Belehnung mit dem Richteramt bis zum Dreißigjährigen Krieg keine Seltenheit, sie kamen vor allem im sorbischen Siedlungsgebiet vor, wenngleich auch dort in der Mehrzahl Erbgerichte bestanden.
Die Entstehung der Oberlausitzer Richterlehen ist ungeklärt. Manche Historiker sind der Auffassung, dass sie aus dem sorbischen Adel oder den Zupanen hervorgegangen sind. Mit der Ostbesiedelung ging eine Christianisierung einher und bekehrte sorbische Adlige unterstützten die neuen Herren. Vielen Sorben erschien die von den deutschen Kolonisten eingeführte Erbgerichtsbarkeit mit einer weitgehenden lokalen Selbstverwaltung als vorteilhaft. 1218 lehnten sich sorbische Bauern gegen ihren Feudalherren Mocco von Stolpen auf und unterstützten Bischof Bruno von Meißen bei der Landnahme.
Eine besondere Rolle hatten die Erblehnrichter im Amt Stolpen inne, z. B. in Großdrebnitz. Sie unterstanden keiner Feudalherrschaft, das Richteramt war erblich und die Güter wurden frühzeitig allodifiziert, d. h., in persönliches Eigentum oder Freigüter umgewandelt. Die Erbrichter waren zumeist von Frondiensten befreit.
Es gab Dörfer, in denen das Richteramt nicht erblich war. Der Richter wurde vom Grundherrn eingesetzt (Setzrichter) oder das Amt ging unter den Bauern reihum (walzendes Gericht).